# Дамјановић
Дамјановић је српско и хрватско презиме. Значење овог презимена је настао од имена Дамјанов. Може се односити на:
- Божидарка Кика Дамјановић-Марковић (1920–1996), југословенски партизански командант
- Василије Дамјановић (1734–1792), српски писац, трговац, сенатор и општински судија
- Дејан Дамјановић (рођен 1981), црногорски фудбалер
- Јован Дамјановић (рођен 1982), српски фудбалер
- Козма Дамјановић, српски иконописац
- Милан Дамјановић (1943–2006), југословенско-српски фудбалер
- Милена Дамјановић, редитељка позната по свом кратком филму Дељење сна из 1974. о плесним радионицама староседелаца Аустралије
- Миодраг Дамјановић (1893–1956), српски бригадни генерал Војске Краљевине Југославије
- Мирко Дамјановић (1937–2010), српски фудбалски тренер
- Мирољуб Дамјановић (рођен 1950), српски кошаркаш
- Невена Дамјановић (рођена 1993), српска фудбалерка
- Сретен Дамјановић (рођен 1946), српски рвач грчко-римским стилом